# L'Orbrie

L'Orbrie este o comună în departamentul Vendée, Franța. În 2009 avea o populație de 846 de locuitori.